# 인형의 집 (희곡)
《인형의 집》(노르웨이어: Et Dukkehjem 에트 둑케옘[*], 영어: A Doll's House)은 노르웨이의 극작가 헨리크 입센이 쓴 3막짜리 희곡이다. 1879년 12월에 출판된 후 같은 해 12월 21일 덴마크 코펜하겐의 덴마크 왕립극장에서 초연되었다. 1879년경 노르웨이의 한 도시를 배경으로 한다.
이 희곡은 당시 노르웨이의 남성 중심 사회 속에서 자아실현의 합리적 기회가 부족했던 기혼 여성의 운명을 다룬다. 입센은 페미니스트 희곡을 쓰려던 의도는 아니었다고 부인했지만, 이 작품은 당시 큰 반향을 일으켰으며 극장을 넘어 신문과 사회계로까지 번진 "격렬한 논란의 폭풍"을 야기했다.
2006년 입센 서거 100주년을 맞아 《인형의 집》은 그해 세계에서 가장 많이 공연된 희곡이라는 영예를 안았다. 유네스코는 2001년 《인형의 집》의 입센 자필 원고가 지닌 역사적 가치를 인정하여 세계기록유산으로 등재했다.

## 등장인물
- 노라 헬메르 - 토르발트의 아내이자 세 아이의 어머니로, 19세기의 이상적인 아내상을 실현하며 살아가고 있다.
- 토르발트 헬메르 - 노라의 남편이자 새로 승진한 은행 지점장으로, 아내를 매우 사랑한다고 말하지만 그들의 결혼 생활은 아내를 억압하고 있다.
- 랑크 박사 - 부유한 가족의 친구(마이클 마이어의 번역본에서는 "피터 랑크"로 나옴). 불치병을 앓고 있으며, "척추 결핵"이 아버지에게서 옮은 성병에서 비롯되었음이 암시된다.
- 크리스티네 린데(영어 번역본에서는 때때로 크리스틴으로 표기됨) - 노라의 옛 학교 친구이자 미망인으로, 일자리를 찾고 있다. 극이 시작되기 전에 크룩스타드와 연인 관계였다.
- 닐스 크룩스타드 - 토르발트의 은행 직원이자 홀아비로, 절망적인 상황으로 내몰린다. 악한으로 여겨졌으나 실은 크리스티네의 옛 연인으로 밝혀진다.
- 아이들 - 노라와 토르발트의 자녀들: 이바르, 바비, 에미(나이순).
- 안네 마리 - 노라의 전 유모로, 자신이 말하듯 노라가 알던 유일한 어머니가 되었을 때 자신의 딸을 "낯선 사람들"에게 보냈다. 현재는 노라의 아이들을 돌보고 있다.[6]
- 헬레네 - 헬메르 가의 하녀.
- 포터 - 극의 시작 부분에서 헬메르 가에 크리스마스트리를 배달하는 사람.

## 줄거리

### 1막

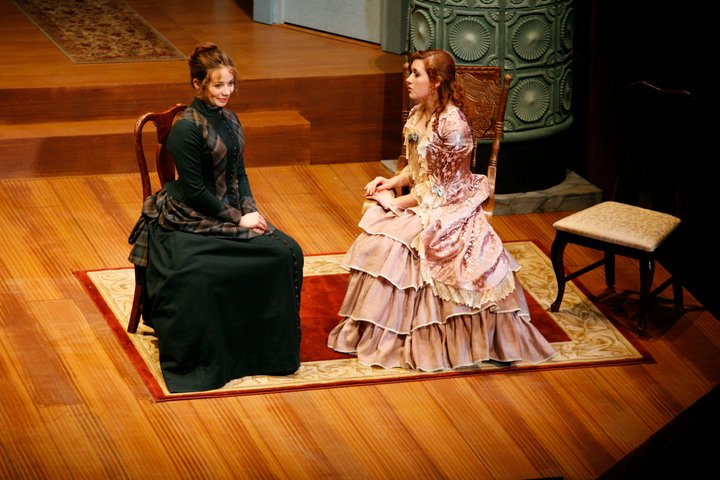
크리스티네 부인과 노라의 대화(2012년 공연에서)

크리스마스를 앞두고 노라 헬메르가 많은 꾸러미와 선물을 들고 집으로 들어오는 장면으로 연극이 시작된다. 노라의 남편 토르발트는 그가 들어올 때 서재에서 일하고 있었다. 그는 노라가 크리스마스 선물에 너무 많은 돈을 쓴다며 그를 "작은 다람쥐"라고 부르며 장난스럽게 나무란다. 그는 지난해에 돈이 부족해서 노라가 몇 주에 걸쳐 손수 선물과 장식품을 만들었던 일을 놀리듯 이야기한다. 올해는 토르발트가 일하는 은행에서 승진이 예정되어 있어서 노라는 그들이 좀 더 여유를 가질 수 있다고 생각한다. 하녀가 방문객 두 명을 알린다. 일자리를 찾아 온 노라의 오랜 친구 크리스티네 린데 부인과, 곧바로 서재로 안내되는 가족의 친한 친구인 랑크 박사다. 크리스티네는 남편이 죽고 돈도 자녀도 없이 몇 년간 힘든 시간을 보냈다. 노라는 그들도 쉽지 않았다고 말한다. 토르발트가 병이 들어서 회복을 위해 이탈리아로 여행을 가야 했기 때문이다. 크리스티네는 어머니가 아플 때 남동생들을 돌봐야 했지만, 이제 그들이 자라서 자신의 삶이 "말로 표현할 수 없이 공허하다"고 설명한다. 노라는 토르발트에게 그를 위한 일자리를 찾아보겠다고 약속한다. 크리스티네는 노라에게 그가 마치 아이 같다고 부드럽게 말한다. 노라는 기분이 상해서 토르발트의 건강을 위해 이탈리아로 여행을 갈 수 있도록 "어떤 흠모하는 사람"에게서 돈을 받았다고 말한다. 노라는 토르발트에게 아버지가 돈을 주었다고 말했지만, 사실은 그의 허락 없이 불법으로 돈을 빌린 것이었다(당시 여성은 남성의 보증 없이는 수표에 서명하는 등의 금융 활동이 금지되어 있었다). 그 이후로 그는 몰래 일을 하면서 대출금을 갚기 위해 돈을 모으고 있었다.
토르발트의 은행에서 일하는 하급 직원인 크룩스타드가 도착해서 서재로 들어간다. 노라는 그를 보고 명백히 불안해한다. 랑크 박사가 서재에서 나와 자신이 비참하다고 말하지만, 모든 사람이 그렇듯 계속 살아가고 싶다고 한다. 그는 자신의 육체적 질병과 대조적으로 서재에 있는 크룩스타드라는 사람은 "도덕적으로 병들었다"고 말한다.
크룩스타드와의 면담이 끝난 후 토르발트가 서재에서 나온다. 노라는 그에게 크리스티네를 은행에 채용할 수 있는지 묻고 토르발트는 마침 자리가 하나 비었다며 매우 긍정적으로 답한다. 토르발트, 크리스티네, 랑크 박사가 집을 나서고 노라는 혼자 남는다. 유모가 아이들과 함께 돌아오고, 노라는 잠시 아이들과 놀아준다. 그때 크룩스타드가 살짝 열린 문으로 거실에 몰래 들어와 그를 놀라게 한다. 크룩스타드는 토르발트가 자신을 은행에서 해고하려 한다며 노라에게 자신이 직장을 지킬 수 있도록 토르발트에게 중재해달라고 부탁한다. 노라가 거절하자 크룩스타드는 이탈리아 여행을 위해 그가 빌린 대출금에 대해 협박한다. 그는 노라가 아버지 사망 후 아버지의 서명을 위조하여 이 대출을 받았다는 사실을 알고 있었다. 크룩스타드가 떠나고 토르발트가 돌아오자 노라는 크룩스타드를 해고하지 말아달라고 설득하려 한다. 토르발트는 그의 간청을 들으려 하지 않고, 크룩스타드가 거짓말쟁이이자 위선자이며 몇 년 전에 다른 사람들의 서명을 위조하는 범죄를 저질렀다고 설명한다. 토르발트는 "자신의 아이들에게 거짓말과 위선으로 독을 퍼뜨리는" 사람을 대면하면 육체적으로 구역질이 난다고 말한다.

### 2막
크리스티네가 노라와 토르발트가 다음 날 참석할 예정인 가장무도회를 위해 노라의 드레스를 수선하는 것을 돕기 위해 온다. 토르발트가 은행에서 돌아오자 노라는 크룩스타드를 복직시켜달라고 간청하며, 크룩스타드가 토르발트에 대한 비방 기사를 게재하여 그의 경력을 망칠 것을 우려한다고 말한다. 토르발트는 그의 두려움을 일축하며, 크룩스타드가 좋은 직원이고 인생을 바로잡은 것처럼 보이지만 다른 은행 직원들 앞에서 토르발트에게 너무 친근하게 구는 탓에 해고해야 한다고 설명한다. 토르발트는 곧 일하기 위해 서재로 들어간다.
랑크 박사가 도착한다. 노라가 그에게 부탁을 하려 하자 랑크는 자신의 병이 말기에 접어들었으며 항상 그를 몰래 사랑해왔다고 밝힌다. 노라는 첫 번째 사실은 부인하고 가볍게 넘기려 하지만, 그의 사랑 고백에는 더 당황한다. 그리고서 서툴게 자신은 그를 사랑하지 않지만 친구로서 매우 소중하게 여긴다고 말하려 한다.
토르발트에게 해고당한 크룩스타드가 집에 도착한다. 노라는 랑크 박사에게 크룩스타드를 보지 않도록 토르발트의 서재로 들어가달라고 부탁한다. 크룩스타드가 노라와 대면하자, 그는 더 이상 노라의 남은 대출금에는 관심이 없지만 대신 관련 차용증을 보관해 토르발트를 협박하여 자신의 고용을 유지할 뿐만 아니라 승진까지 시키도록 하겠다고 선언한다. 노라는 남편을 설득하기 위해 최선을 다했지만 그가 마음을 바꾸지 않으려 한다고 설명한다. 크룩스타드는 노라에게 그의 범죄(차용증에 아버지의 보증인 서명을 위조한 것)를 상세히 적은 편지를 토르발트의 잠긴 우편함에 넣어두었다고 알린다.
노라는 크리스티네에게 자신의 어려운 상황을 이야기하고, 크룩스타드의 주소가 적힌 명함을 주면서 그를 설득해보려 노력해달라고 부탁한다.
토르발트가 들어와서 우편물을 찾으려 하지만, 노라는 가장무도회를 위해 연습해온 춤을 도와달라고 애원하며 공연에 대한 불안감을 가장하여 그의 주의를 돌린다. 노라가 춤을 너무 서툴게 추고 아이처럼 굴자 토르발트는 저녁 내내 그를 지도하기로 한다. 다른 사람들이 저녁 식사하러 갈 때 노라는 잠시 뒤에 남아 자살을 고민한다.

### 3막

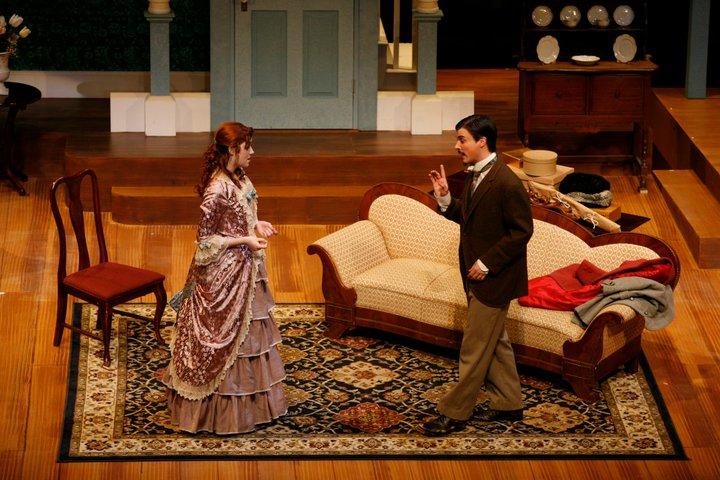
토르발트가 노라에게 말을 건네는 장면(2012년 공연에서)

크리스티네는 크룩스타드에게 자신이 병든 어머니와 어린 동생들을 부양할 다른 수단이 없어서 남편과 결혼할 수밖에 없었으며, 이제 그에 대한 사랑을 다시 제안하기 위해 돌아왔다고 말한다. 그는 크룩스타드가 자신의 이별과 심각한 재정난으로 절망하지 않았다면 비윤리적인 행동까지 내려가지 않았을 것이라고 믿는다. 크룩스타드는 마음을 바꾸어 토르발트에게서 편지를 되찾아오겠다고 제안한다. 하지만 크리스티네는 토르발트와 노라의 결혼을 위해 토르발트가 진실을 알아야 한다고 결심한다.
토르발트가 노라를 파티에서 말 그대로 끌고 집으로 돌아온 후 랑크가 그들을 따라온다. 그들은 잠시 이야기를 나누며, 랑크 박사는 자신의 죽음이 임박했음을 깨달았기에 이것이 마지막 작별인사라는 것을 노라에게 우회적으로 전한다. 랑크 박사가 떠나고 토르발트는 편지들을 가져온다. 그가 편지를 읽는 동안 노라는 영원히 도망갈 준비를 하지만, 토르발트가 크룩스타드의 편지를 들고 그를 추궁한다. 격분한 그는 이제 노라가 완전히 크룩스타드의 손아귀에 들어갔다고 선언한다. 노라는 크룩스타드의 요구에 굴복하고 이 일에 대해 입을 다물어야 한다. 그는 노라를 꾸짖으며 부정직하고 비도덕적인 여자라고 부르고 아이들을 키울 자격이 없다고 말한다. 그는 이제부터 그들의 결혼은 겉모습뿐인 것이 될 것이라고 말한다.
하녀가 들어와 크룩스타드가 노라에게 보낸 편지를 전달하고, 토르발트는 자신이 직접 읽겠다고 요구한다. 토르발트는 크룩스타드가 불리한 차용증을 돌려보냈다는 것을 알고 자신이 구원받았다며 기뻐한다. 그는 즉시 차용증과 크룩스타드의 편지들을 불태운다. 그는 아내에 대한 가혹한 말들을 철회하고 용서한다고 말한다. 노라는 남편이 자신이 생각했던 것처럼 강하고 용감한 사람이 아니며, 노라보다 자기 자신을 더 사랑한다는 것을 깨닫는다.
토르발트는 남자가 아내를 용서할 때 그가 아내를 더욱 사랑하게 된다고 설명한다. 아내가 아이처럼 전적으로 자신에게 의존하고 있다는 것을 상기시키기 때문이다. 그는 이 사건을 단순히 그의 가장 사랑스러운 여성적 특성 중 하나인 어리석음 때문에 저지른 실수라고 생각하면서 마음의 평화를 유지한다.

토르발트, 이제 우리 서로 청산해야겠어요. // 8년 동안 [...] 우리는 진지한 대화를 한 번도 나눈 적이 없어요.

노라는 토르발트에게 자신이 그를 떠난다고 말하고, 대립적인 장면에서 배신감과 환멸을 표현한다. 그는 토르발트가 자신을 전혀 사랑하지 않았으며 그들은 서로에게 낯선 사람이 되어버렸다고 말한다. 그는 크룩스타드와 관련된 스캔들에 대한 토르발트의 반응에 배신감을 느끼며, 자신을 이해하기 위해서는 떠나야 한다고 말한다. 그는 평생 아버지에 의해, 그리고 이어서 토르발트에 의해 가지고 놀 인형처럼 취급받아왔다고 말한다. 토르발트는 그가 아내이자 어머니로서의 의무를 다해야 한다고 주장하지만, 노라는 자신에 대한 의무도 마찬가지로 중요하며 장난감 이상의 존재가 되는 법을 배우지 않고서는 좋은 어머니나 아내가 될 수 없다고 말한다. 그는 토르발트가 자신의 명예를 그를 위해 희생하기를 원할 것이라 기대했으며, 그가 그렇게 하는 것을 막기 위해 자살할 계획이었다고 밝힌다. 이제 그는 토르발트가 자신이 믿었던 것과는 전혀 다른 사람이며, 그들의 결혼이 서로에 대한 환상과 오해를 바탕으로 이루어졌다는 것을 깨닫는다.
노라는 열쇠와 결혼반지를 두고 간다. 토르발트는 무너져 내리며 울기 시작하고, 무슨 일이 일어났는지 이해하지 못한다. 노라가 방을 나간 후, 토르발트는 1초 동안 희망의 감정을 느끼며 "가장 놀라운 일이—?"이라고 혼잣말을 하지만, 바로 그때 아래층에서 문이 닫히는 소리가 들린다.

### 대체 결말
입센의 독일 에이전트는 원작의 결말이 독일 극장에서 호평받지 못할 것이라고 생각했다. 게다가 당시의 저작권법은 입센의 원작을 보호하지 않았다. 따라서 작품이 수용될 수 있도록 하고 번역가가 자신의 작품을 임의로 수정하는 것을 막기 위해, 입센은 독일 초연을 위한 대체 결말을 쓸 수밖에 없었다. 이 결말에서는 토르발트와 언쟁을 벌인 후 노라가 아이들에게 이끌려 간다. 그들을 보고 노라는 쓰러지며, 막이 내려가면서 그가 집에 남는다는 것이 암시된다. 입센은 후에 이 결말을 원작에 대한 치욕이라고 말하며 "야만적인 만행"이라고 일컬었다. 오늘날 거의 모든 무대 공연과 영화 버전에서는 원작의 결말을 사용한다.

## 작품의 구성과 출판

### 실제 영감의 원천
《인형의 집》은 입센의 절친한 친구였던 라우라 쉘러(결혼 전 이름 라우라 스미스 페터센)의 삶을 바탕으로 했다. 노라와 토르발트 사이에서 일어난 많은 일들이 라우라와 그의 남편 빅토르 사이에서도 일어났다. 극중 사건과 비슷하게 라우라는 남편의 생명을 구하기 위해 - 이 경우에는 결핵 치료법을 찾기 위해 - 불법 대출에 서명했다. 그는 입센에게 편지를 써서 자신의 책을 그의 출판사에 추천해달라고 요청했는데, 책 판매 수익으로 빚을 갚을 수 있을 것이라 생각했기 때문이다. 입센이 거절하자 그는 돈을 얻기 위해 수표를 위조했다. 이 시점에서 그의 행동이 발각되었다. 현실에서 빅토르는 라우라의 비밀 대출을 알게 되자 이혼을 하고 그를 정신병원에 입원시켰다. 2년 후 그는 남편의 간청으로 남편과 아이들에게 돌아갔고, 이후 유명한 덴마크 작가가 되어 83세까지 살았다.
입센은 라우라 쉘러가 정신병원에 입원해 있을 때 《인형의 집》을 썼다. 이 가족의 친구의 운명은 그에게 깊은 충격을 주었는데, 아마도 라우라가 스캔들의 중요한 시점에서 개입해달라고 요청했으나 그가 그럴 수 없거나 그러길 원치 않았기 때문일 것이다. 대신 그는 이 삶의 상황을 미학적으로 다듬어진, 성공적인 희곡으로 만들었다. 극에서 노라는 당시 사회에서 독신 여성이 직면했던 제약들로 인해 불확실한 미래에 맞서야 했지만, 고개를 높이 들고 토르발트를 떠난다.
쉘러는 결국 스캔들의 수치심에서 벗어나 성공적인 작가 경력을 쌓았지만, 수년이 지난 후에도 단순히 "입센의 노라"로만 인정받는 것에 만족하지 않았다.

### 작품의 구성
입센은 1878년 5월경부터 이 희곡에 대해 생각하기 시작했지만, 그 사이 주제와 등장인물들에 대해 숙고한 후에야 1년 뒤에 첫 초고를 쓰기 시작했다(예를 들어, 그는 주인공 노라를 "파란 모직 드레스를 입은" 모습으로 어느 날 자신에게 다가오는 모습을 상상했다). 그는 1878년 10월 19일 로마에서 쓴 메모에서 이 희곡에 대한 자신의 구상을 "현대적 비극"으로 개괄했다. "여성은 현대 사회에서 자신다울 수 없다"고 그는 주장한다. 그것이 "법은 남성이 만들고 검사와 판사들은 남성적 관점에서 여성의 행동을 평가하는, 전적으로 남성의 사회"이기 때문이다.

### 출판
입센은 1879년 9월 15일 완성된 희곡의 정서본(淨書本)을 출판사에 보냈다. 이 작품은 1879년 12월 4일 코펜하겐에서 처음 출판되었는데, 8,000부가 한 달 만에 매진되었다. 1880년 1월 4일에 3,000부의 제2판이 나왔고, 3월 8일에는 2,500부의 제3판이 발행되었다.

## 공연 역사
《인형의 집》은 1879년 12월 21일 코펜하겐의 덴마크 왕립극장에서 베티 헤닝스가 노라 역을, 에밀 폴센이 토르발트 역을, 피터 예른도르프가 랑크 박사 역을 맡아 세계 초연되었다. 노르웨이 신문 《폴케츠 아비스》에 기고한 평론가 에릭 뵈는 입센의 독창성과 기술적 숙련도를 칭찬하며 "과장된 대사 하나 없고, 극적인 과장도 없으며, 피 한 방울, 심지어 눈물 한 방울도 없다"고 썼다. 공연은 매회 매진되었다. 1880년 1월 8일에는 스톡홀름의 왕립 연극 극장에서 또 다른 공연이 시작되었고, 크리스티아니아(노라 역의 요한네 유엘과 토르발트 역의 아르놀두스 레이메르스)와 베르겐에서도 곧이어 공연이 이어졌다.
독일에서는 배우 헤드비히 라베가 "나는 절대로 내 아이들을 떠나지 않을 것"이라고 선언하며 원작 그대로의 공연을 거부했다. 극작가의 의도가 저작권으로 보호받지 못했기 때문에, 입센은 실력이 떨어지는 극작가에 의해 각색될 위험을 피하고자 스스로 자신의 작품에 "야만적인 만행"이라고 불렀던 것을 저지르기로 결정하고, 노라가 떠나지 않는 대체 결말을 만들었다. 이 버전의 공연이 1880년 2월 플렌스부르크에서 시작되었다. 이 버전은 함부르크, 드레스덴, 하노버, 베를린에서도 공연되었지만, 항의와 흥행 실패로 인해 라베는 결국 원래의 결말을 복원했다. 입센이 일부 리허설에 참석했던 원작 버전의 또 다른 공연이 1880년 3월 3일 뮌헨의 레지던스 극장에서 시작되었다.
영국에서는 처음에 헨리 아서 존스와 헨리 허먼이 각색한 《나비의 파멸》(Breaking a Butterfly)이라는 제목으로만 런던에서 공연이 허용되었다. 이 각색 버전은 1884년 3월 3일 프린세스 극장에서 공연되었다. 존스는 1896년 그의 저서 《국민 희곡의 기초》에서 이렇게 말한다: "《인형의 집》의 독일어 버전을 대충 번역한 것이 내 손에 들어왔고, 이것을 공감할 수 있는 희곡으로 바꿀 수 있다면 런던 무대에서 쉽게 공연될 수 있을 거라는 말을 들었다. 나는 입센에 대해서는 전혀 몰랐지만, 로버트슨과 H. J. 바이런에 대해서는 많이 알고 있었다. 이러한 상황에서 《나비의 파멸》이라는 각색이 탄생했다." H. L. 멘켄은 이를 "본질이 제거되고 순화된 《인형의 집》"이라고 썼다. "극의 중반쯤에서 입센은 내팽개쳐졌고, 노라는 한 충직한 늙은 사무원이 크룩스타드의 책상에서 운명적인 차용증을 훔침으로써 자살, 반항, 도피, 부도덕으로부터 구원받았다. [...] 막은 행복한 가정의 모습으로 내려졌다."
1889년 이전에 런던에서는 입센이 쓴 원작 형태로 두 번의 사적인 공연이 있었다. 1886년에 영국 최초의 공연이 엘리너 마르크스의 하숙집에서 열렸는데, 그가 노라 역을, 그의 친구인 조지 버나드 쇼가 크룩스타드 역을 맡았다. 둘 다 입센의 열렬한 옹호자였다. 정식 형태의 첫 번째 공개 영국 공연은 1889년 6월 7일 노벨티 극장에서 재닛 애처치가 노라 역을, 찰스 채링턴이 토르발트 역을 맡아 시작되었다. 애처치는 1897년에 7일간의 공연에서 다시 노라 역을 맡았다. 런던 초연 직후 애처치는 1889년에 이 희곡을 오스트레일리아로 가지고 갔다.
미국에서는 1883년 켄터키 주 루이빌에서 처음 공연되었으며, 헬레나 모제스카가 노라 역을 맡았다. 이 희곡은 1889년 12월 21일 비어트리스 캐머런이 노라 헬메르 역을 맡아 팔머스 극장에서 브로드웨이 초연을 가졌다. 프랑스에서는 1894년에 처음 공연되었다. 미국의 다른 공연으로는 1902년 미니 매던 피스크 주연 공연, 1937년 손턴 와일더가 각색하고 루스 고든이 주연한 공연, 1971년 클레어 블룸 주연 공연, 1997년 재닛 맥티어 주연 공연이 있다.
2009년 5월에는 질리언 앤더슨, 토비 스티븐스, 안톤 레서, 타라 피츠제럴드, 크리스토퍼 에클스턴이 출연하고 지니 해리스가 새로 번역한 공연이 돈마 웨어하우스에서 시작되었다.
2011년 3월에는 24/6: 유대인 극단이 2010년 12월 로어 맨해튼 출범 이후 초기 공연 중 하나로 이 희곡을 공연했다.
2013년 8월, 영 빅은 사이먼 스티븐스의 영어 버전을 바탕으로 캐리 크랙넬이 연출한 《인형의 집》의 새로운 각색을 제작했다. 2014년 9월에는 브리즈번 페스티벌과 협력하여 호주 브리즈번의 라 보이트 극단이 랠리 카츠가 각색하고 스티븐 미첼 라이트가 연출한 《인형의 집》을 공연했다. 2015년 6월에는 런던의 스페이스 아츠 센터가 폐기된 대체 결말을 포함한 《인형의 집》 각색 버전을 무대에 올렸다. 토론토의 '마나벨리'는 2018년 6월 30일 P. 빅네스와란이 번역하고 연출한 《인형의 집》의 타밀어 버전(ஒரு பொம்மையின் வீடு)을 공연했다. 이 희곡은 토론토의 타밀 커뮤니티에서 매우 좋은 반응을 얻어 몇 달 후 재공연되었다. 같은 무대 공연이 2019년 초에 촬영되어 2019년 5월 4일 토론토에서 상영되었다. 영화는 매우 좋은 평가를 받았으며 배우들의 연기가 극찬을 받았다. 2019년 7월 7일 런던의 사파리 시네마 해로우에서 상영하기 위한 준비가 이루어졌다. 2019년 9월부터 10월까지 런던의 리릭 해머스미스는 타니카 굽타가 각색하여 배경을 식민지 시대 인도로 옮긴 새로운 버전을 공연했다. 줄거리는 대체로 변함없었지만, 주인공들의 이름이 톰과 니루 헬메르로 바뀌었으며 영국의 인도 대중 억압에 관한 대화가 추가되었다. 한 가지 중요한 변화는 극의 마지막에 문을 쾅 닫는 장면이 없어진 것이다. 그들은 또한 각색된 대본의 발췌본을 포함한 교육 자료집을 출판했다.
제이미 로이드 컴퍼니가 제시카 채스테인 주연으로 제작한 《인형의 집》은 2020년 중반 런던의 플레이하우스 극장에서 공연될 예정이었다. 코로나19 범유행으로 인해 연극은 연기되었다. 2022년 11월, 이 공연이 대신 브로드웨이의 허드슨 극장에서 초연될 것이라고 발표되었다. 2023년 2월 13일에 프리뷰를 시작하여 3월 9일에 공식 개막했으며, 6월 10일까지 공연되었다. 채스테인, 아리안 모아이드, 마이클 패트릭 손턴, 오키에리에테 오나오도완이 출연했다.

### 대한민국
1989년 12월호 《공연과 비평》에서 이미원이 쓴 현대예술극장의 《인형의 집》 비평에는 다음과 같은 국내 공연 약력이 있다.
- 1925년 9월 조선배우학교, 현철 연출, 주인공 노라 역은 복혜숙
- 1926년 근화여학교
- 1929년 중성사
- 1934년 4월 18일~19일 극예술연구회, 고성공회당, 홍해성 연출
- 1948년 극단 여인소극장, 여인소극장, 박노경 연출
- 1971년 1월 27일~2월 7일 극단 성좌, 국립극장, 민상근 연출
- 1976년 3월 11일~17일 극단 맥토, 연극인회관소극장, 김효경 연출
- 1981년 극단 광장, 김종빈 역
- 1989년 10월 25일~11월 26일 극단 현대극장, 현대예술극장, 김금지 연출

입센의 《인형의 집》에 대한 내용은 일제 강점기인 1920년 이전부터 기사의 내용 속에서 이미 언급되고 있었다. 소설가 채만식은 동화, 희곡에 걸쳐 폭넒은 갈래의 문학작품을 발표한 작가인데, 그가 발표한 작품중에 입센의 《인형의 집》을 패러디한 《인형의 집을 떠나서》가 있다. 임노라라는 여성이 변호사인 남편을 떠나 엄마와 아내가 아닌 나로서 살아가는 이야기이다.  한국방송 인형극에서는 인형의 집 마지막 장면인 아내 노라가 남편 헬메르와 논쟁을 하고 집을 나가는 장면을 공연했다. 배우 박영규 씨가 남편 헬메르 역을 맡아 연극배우로서의 내공을 보여주었고, 헨리크 입센이 쓴 인형의 집을 공연하는 인형극임을 자막으로 표시했다.

#### 인용
소설가 염상섭 작가도 《두 파산》(이남호 편집, 민음사 세계문학전집 《한국문학단편선 1》에 수록)에서 인형의 집을 인용한다. 경제적으로 파산했지만, 남편, 아들, 딸과 행복하게 사는 주인공 정례 어머니가 자신보다 나이가 많은 부자와 애정없는 결혼을 함과 행복하게 사는 주인공을 시기함으로써 정신적으로 파산한 여고 동창 김옥임을 보면서 "여고 시절에는 《인형의 집》에 열광도 하고 그랬는데.."라면서 불쌍히 여기는 장면이다.

## 분석과 비평

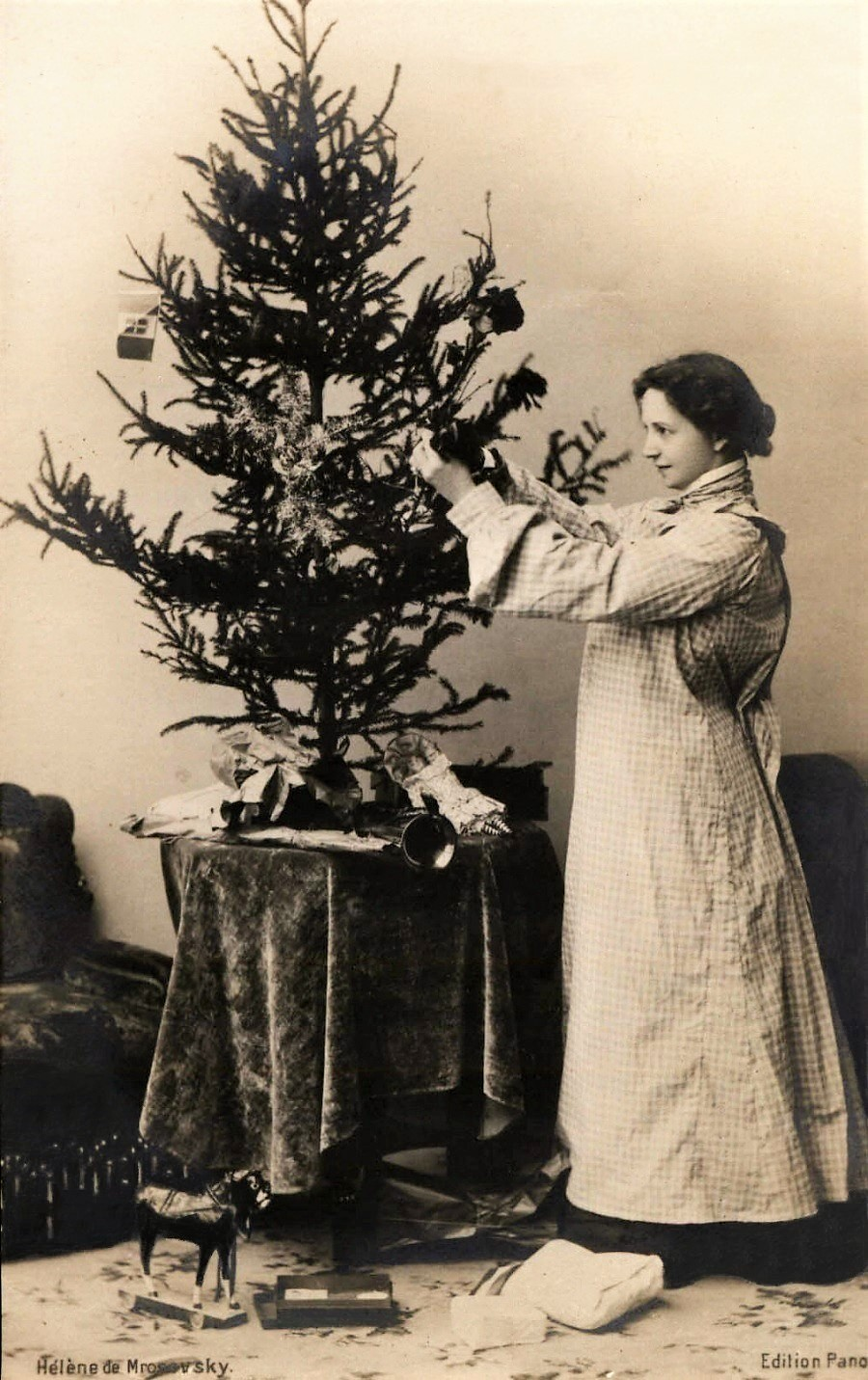
노라(베라 코미사르줍스카야 분)가 크리스마스트리를 장식하는 장면, 1904년

《인형의 집》은 19세기 결혼에서의 남녀의 전통적 역할에 의문을 제기한다. 19세기 유럽인들 중 많은 이들에게 이는 충격적이었다. 결혼의 서약은 신성한 것으로 여겨졌고, 입센이 그린 방식대로 묘사하는 것은 논란의 여지가 있었다. 하지만 아일랜드의 극작가 조지 버나드 쇼는 편견 없이 사회를 검토하려는 입센의 의지를 고무적이라고 여겼다.
스웨덴의 극작가 아우구스트 스트린드베리는 그의 수필과 단편소설집 《결혼에 관하여》(Getting Married, 1884년)에서 이 희곡을 비판했다. 스트린드베리는 노라가 자신이 너무나 못마땅해 함께 있을 수 없다고 여긴 남자와 아이들을 남겨두고 떠나는 것에 의문을 제기했다. 스트린드베리는 또한 노라가 서명을 위조하는 불법적 금융 사기에 연루된 것, 그것도 모두 남편 몰래 저지른 것, 그리고 크룩스타드의 협박에 대해 남편에게 거짓말한 것이 심각한 범죄라고 보았으며, 이는 극의 마지막에서 노라가 도덕적으로 남편을 판단할 때 의문을 제기해야 할 사항이라고 보았다. 스트린드베리는 또한 노라가 자신과 토르발트가 "진지한 일에 대해 진지한 대화를 한 번도 나눈 적이 없다"고 불평하는 것이 1막과 2막에서 일어나는 토론들과 모순된다고 지적한다.
노라가 남편을 떠나는 이유는 복잡하며, 다양한 세부 사항들이 극 전반에 걸쳐 암시되어 있다. 마지막 장면에서, 그는 남편에게 자신을 "인형 아내"처럼 대하는 등 결혼 생활에서 보여준 경멸적이고 거들먹거리는 태도로 인해 "크게 잘못 대우받았다"고 말하며, 이로 인해 아이들은 그의 "인형"이 되어버렸고, 결국 자신이 아이들을 키울 자격이 있는지 의심하게 되었다고 한다. 그는 빌린 돈과 관련된 스캔들에 대한 남편의 태도에 괴로워한다. 그는 남편을 사랑하지 않으며, 완전히 혼란스럽고 그들이 서로 낯선 사람이 되었다고 느끼며, 자신의 문제가 많은 여성들이 공유하는 것이라고 말한다. 조지 버나드 쇼는 그가 "자존감을 찾고 삶을 배우기 위한 여정"을 시작하기 위해 떠났으며, 그의 반란은 "인류 역사의 한 장의 끝"이라고 제안한다.
마이클 마이어는 이 희곡의 주제가 여성의 권리가 아니라 "모든 개인이 자신이 진정으로 어떤 사람인지 알아내고 그러한 사람이 되기 위해 노력해야 할 필요성"이라고 주장했다. 1898년 노르웨이 여성권리협회에서 한 연설에서 입센은 "의식적으로 선전을 하려는 생각 없이" 썼고 자신의 과제는 "인간성의 묘사"였기 때문에 "의식적으로 여성권리운동을 위해 일했다는 영예를 사양해야 한다"고 주장했다. 그러나 이 희곡은 페미니즘과 연관되어 있으며, 미리엄 슈나이어는 이를 필수적인 페미니스트 작품으로 분류하여 자신의 선집 《페미니즘: 필수적 역사 저작들》(Feminism: The Essential Historical Writings)에 포함시켰다.
노라가 집을 떠나는 것이 전통적인 행동과 연극적 관습에서 벗어났기 때문에, 그가 떠나면서 문을 쾅 닫는 행위는 이 희곡 자체를 상징하게 되었다. 제임스 후네커는 《우상파괴자들》(Iconoclasts, 1905년)에서 "그 쾅 닫힌 문소리가 세계의 지붕을 가로질러 울려 퍼졌다"고 언급했다.

## 일반 출처 및 인용 문헌
- Brockett, Oscra G; Hildy, Franklin J (2002). 《History of the theatre.》. Boston: Allyn & Bacon. ISBN 9780205410507. OCLC 228061773.
- Dukore, Bernard F., ed. 1974. Dramatic Theory and Criticism: Greeks to Grotowski. Florence, KY: Heinle & Heinle. ISBN 978-0-03-091152-1.
- Innes, Christopher (2000). 《A sourcebook of naturalist theatre》 (영어). London: Routledge. ISBN 0415152291. OCLC 896687433.
- Meyer, Michael (1974). 《Ibsen: a biography》. Penguin. ISBN 9780140217728. OCLC 223316018.
- Moi, Toril (2006). 《Henrik Ibsen and the Birth of Modernism: Art, Theater, Philosophy》 (영어). Oxford: Oxford University Press. ISBN 0199295875.

## 더 읽어보기
- Ibsen, Henrick (trans. McLeish). A Doll's House, Nick Hern Books, London, 1994
- Merriam, Eve. After Nora Slammed the Door: From Doll's House to Paper Doll Lives? Merriam Looks at the "Women's Revolution" in America. World Publishing Company, Cleveland, 1964.
- Unwin, Stephen. Ibsen's A Doll's House (Page to Stage Study Guide). Nick Hern Books, London, 1997
- William L. Urban. "Parallels in A Doll's House". Festschrift in Honor of Charles Speel. Ed. by Thomas J. Sienkewicz and James E. Betts. Monmouth College, Monmouth, Illinois, 1997.